# Simon Gillett
Pour les articles homonymes, voir Gillett.
Simon James Gillett, né le 6 novembre 1985 à Oxford, est un ancien footballeur anglais qui jouait au poste de milieu de terrain.

## Carrière
Le 30 septembre 2005, Simon Gillett est prêté un mois à Walsall et, à la fin de la saison, signe une prolongation de son contrat à Southampton. Lorsque débute la saison 2006-2007, Blackpool se manifeste pour le recruter en prêt, d'abord un mois, puis deux mois supplémentaires. De retour de Blackpool, il est prêté à l'AFC Bournemouth pour une durée de trois mois, puis retourne finir la saison à Blackpool.
Toujours dans l'optique d'accumuler du temps de jeu, Gillett est prêté quelques semaines la saison suivante à Yeovil Town. Mais, revenu à Southampton, il demeure peu utilisé par son entraîneur. Toutefois, à l'issue de la saison, il signe un nouveau contrat de deux ans, assorti d'une option pour une année supplémentaire.
En janvier 2010, le club des Doncaster Rovers se montre intéressé par le profil de Gillett et, après un prêt, le joueur est recruté à titre permanent durant l'été 2010 pour une durée de deux ans. Il fait ses débuts officiels avec Doncaster le 7 août 2010 sur le terrain de Preston North End (victoire 0-2) mais est expulsé après 77 minutes de jeu.
Le 5 août 2012, Gillett signe un contrat de deux ans en faveur de Nottingham Forest.

## Palmarès
| Blackpool - Playoffs de League One - Vainqueur : 2007 | Southampton - Football League Trophy - Vainqueur : 2010 |